# Уфимский кремль
Уфимский кремль — не сохранившееся до наших дней историческое сооружение в пределах Старой Уфы, располагавшееся на месте нынешнего Монумента Дружбы. Представлял собой деревянный кремль с массивной деревянной стеной общей длиной 440 метров. Над южной и северной его частями возвышались дубовые башни. Уфимский кремль состоял из Михайловской башни, Никольской башни, Наугольной башни, Воеводского дома, приказной избы, Смоленского собора, колокольни, хлебных складов, тюрьмы.

## История

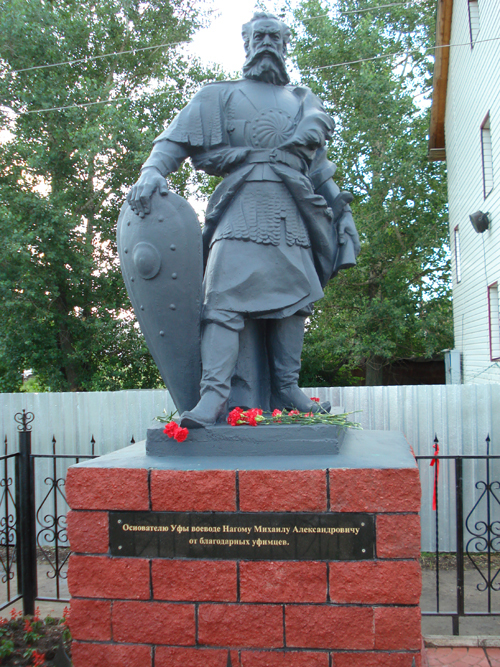
Памятник основателю Уфы воеводе Михаилу Нагому

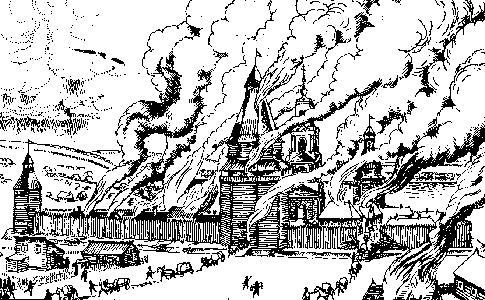
Во время пожара

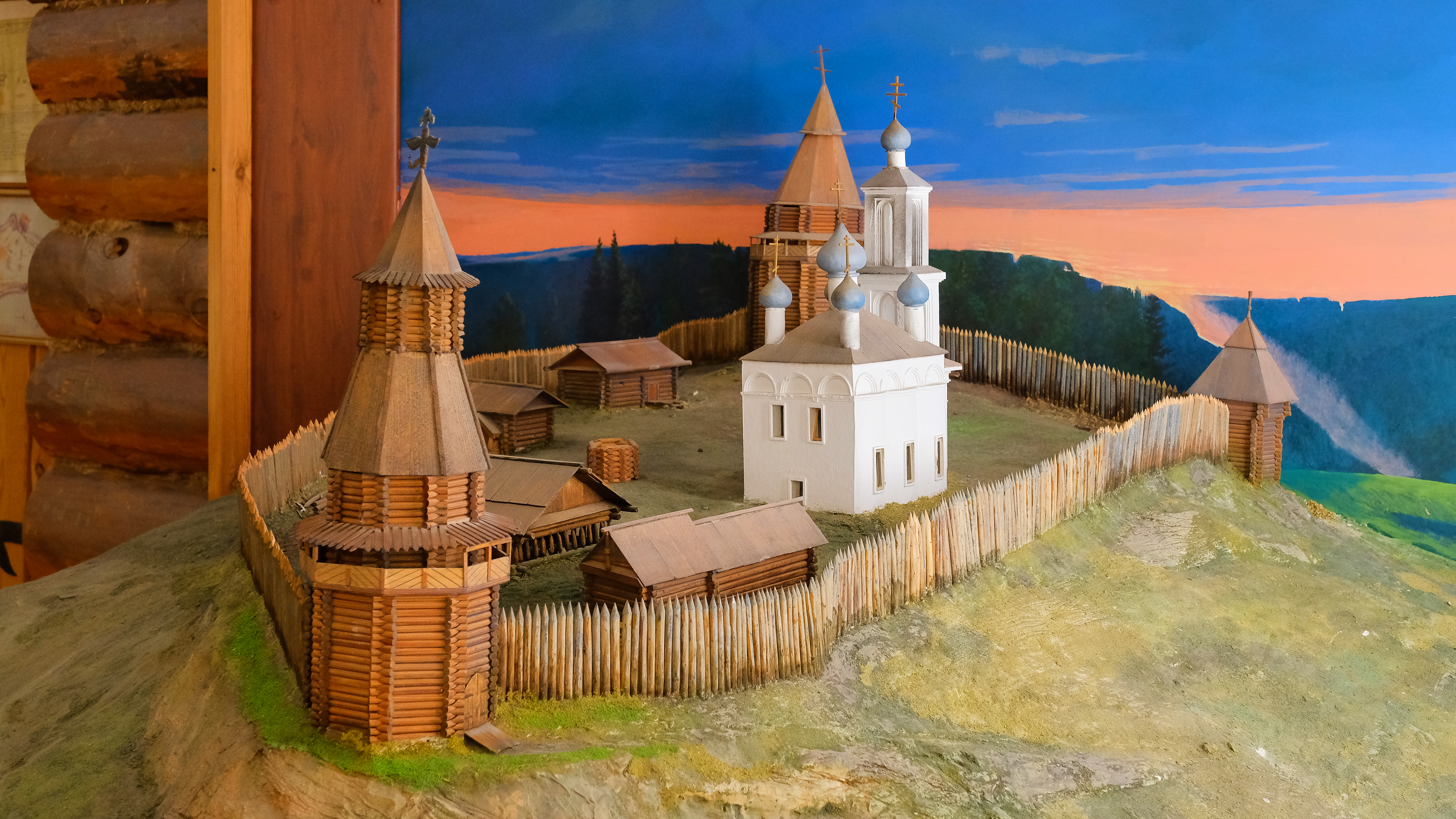
Макет в экспозиции Башкирского национального музея

Был возведён как острог в 1574 или 1586 году под руководством Михаила Александровича Нагого в устье рек Сутолоки и Ногайки, на Троицком холме на месте средневекового городища. Этот же год является официальной датой основания города Уфы.
С формированием Уфимского уезда в пределах Русского государства, в крае была учреждена воеводческая форма управления. По свидетельству историков, первым воеводой стал присланный Москвой Михаил Нагой. Воевода возглавлял главное административное учреждение города — Уфимскую приказную избу, ему подчинялось гарнизонное войско в составе 150—200 стрельцов.
В ранних источниках внутренняя крепость называлась Малым острогом или Старым верхним городом. В более поздних внутренняя крепость называется кремлём. В течение своего существования крепость неоднократно расширялась и перестраивалась. Уже в XVII веке территория кремля приросла новыми стенами и башнями. С 1664 года к нему стал примыкать Большой (Новый) острог. В 1701 году укрепления кремля срубили заново. Кремль представлял собой в плане неправильный треугольник площадью 1,2 га, огороженный острожной стеной протяжённостью 456 м. С юга, запада и востока его защищали крутые склоны горы, спускавшиеся к Ногайке и Сутолоке, а с севера — ров и вал. В стене имелись четыре башни — две восьмигранные с проездными и проходными воротами и две глухие четырёхугольные, которые стояли на углах наиболее уязвимой северной стены. Протяжённость стен Большого острога составляла 2588 м, а занимаемая им площадь — 73 га.
В центре кремля стоял кирпичный собор Смоленской Божией Матери, построенный в середине XVII века на месте более древней деревянной церкви Казанской Божией Матери. К северу от него располагались воеводский двор, приказная изба и Рожественский девичий монастырь, к югу — житницы, пороховой погреб и пушечные амбары. Также в крепость находились осадные дворы уфимских дворян и детей боярских. В кремле непродолжительное время располагался аманатский двор для содержания заложников из местного населения. В 1728 кремль был срублен заново. К 1745 году Большой острог имел пять бастионов и равелинов, соединённых на отдельных участках землянами валами, на которых был поставлен палисад.
На протяжении своего существования Уфимская крепость использовалась как место ссылки, к примеру для участников Стрелецкого бунта 1698 года или для пленных польских конфедератов в 1772 году, играла значительную роль во время башкирских восстаний.
Во время бури 1759 года одна из молний ударила по самой высокой Михайловской башне, начался крупный пожар. Так как в Уфе на тот момент не было пожарной охраны, пожар остановить не удалось. Кроме кремля в Уфе сгорели множество храмов и домов, а от кремля остался лишь Смоленский собор. После пожара кремль восстановили в несколько другом виде. Новый кремль спас Уфу от войск Зарубина во время Крестьянской войны в 1774 году. Последние упоминание об Уфимском кремле встречаются в 1808 году, однако уже, скорее всего, в прошедшем времени, поскольку они уже сгнили развалились. В 1956 году было взорвано старейшее здание города и единственная постройка, оставшаяся со времён Уфимского кремля — Смоленский собор (с 1848 года Троицкая церковь).
В 2016 году Центр городского дизайна Уфы создал новый план по восстановлению кремля, но по плану он будет находиться не на месте Монумента Дружбы, а перед ним возле набережной реки Белой.